# 科学館駅
科学館駅（かがくかん-えき）は中華人民共和国深圳市福田区に位置する深圳地下鉄1号線（羅宝線）の駅。

## 駅構造
- 島式ホーム1面2線を有する地下駅。開業当初からホームドア設置。出口はA~Dの4つある。

| 1号線ホーム (B2F) | ←■1号線（羅宝線） 機場東方面 |
| 1号線ホーム (B2F) | 島式ホーム                   |
| 1号線ホーム (B2F) | ■1号線（羅宝線） 羅湖方面→   |

## 駅周辺
- 中国共産党深圳市委員会
- 深圳市檔案局
- 深圳市国土資源局
- 深圳市建設局深圳会堂
- 深圳市老幹部活動中心
- 深圳科学館
- 華聯大廈
- 核電大廈
- 興華賓館
- 中信城市広場

## 歴史
- 2004年12月28日 - 開業。

## 隣の駅
深圳地下鉄
■1号線（羅宝線）
華強路駅 - 科学館駅 - 大劇院駅